# Mauricio Escalona
Pour les articles homonymes, voir Escalona (homonymie).
Mauricio Escalona (né le 27 janvier 1980) est un footballeur international arubais.

## Palmarès
- SV Racing Club Aruba :
  - Vainqueur du championnat d'Aruba en 2008.